# Fascination Records
Fascination Records est un label de musique que Polydor a lancé au printemps 2006. Ce label est dirigé par l'ancien directeur du TOTP Magazine, Peter Loraine.
Dans le cadre de Polydor Records UK, ce label se concentrera sur un petit nombre d'artistes Pop et son activité sera complétée par la réactivation de la partie rock Fiction.

## Principaux artistes
- Bananarama
- Girls Aloud
- Sophie Ellis-Bextor
- Tokio Hotel
- Paul Steel
- Connie Fisher
- Lee Mead
- Girls Can't Catch
- Popjustice
- Selena Gomez
- Miley Cyrus

## Potentiels futurs artistes
Fascination Records en collaboration avec Prestige Management mène diverses auditions pour composer un groupe masculin de pop dans le même style que Busted et McFly. D'autres rumeurs indiquent que Rachel Stevens relancerait sa carrière sur ce label.